# مبدل دوار

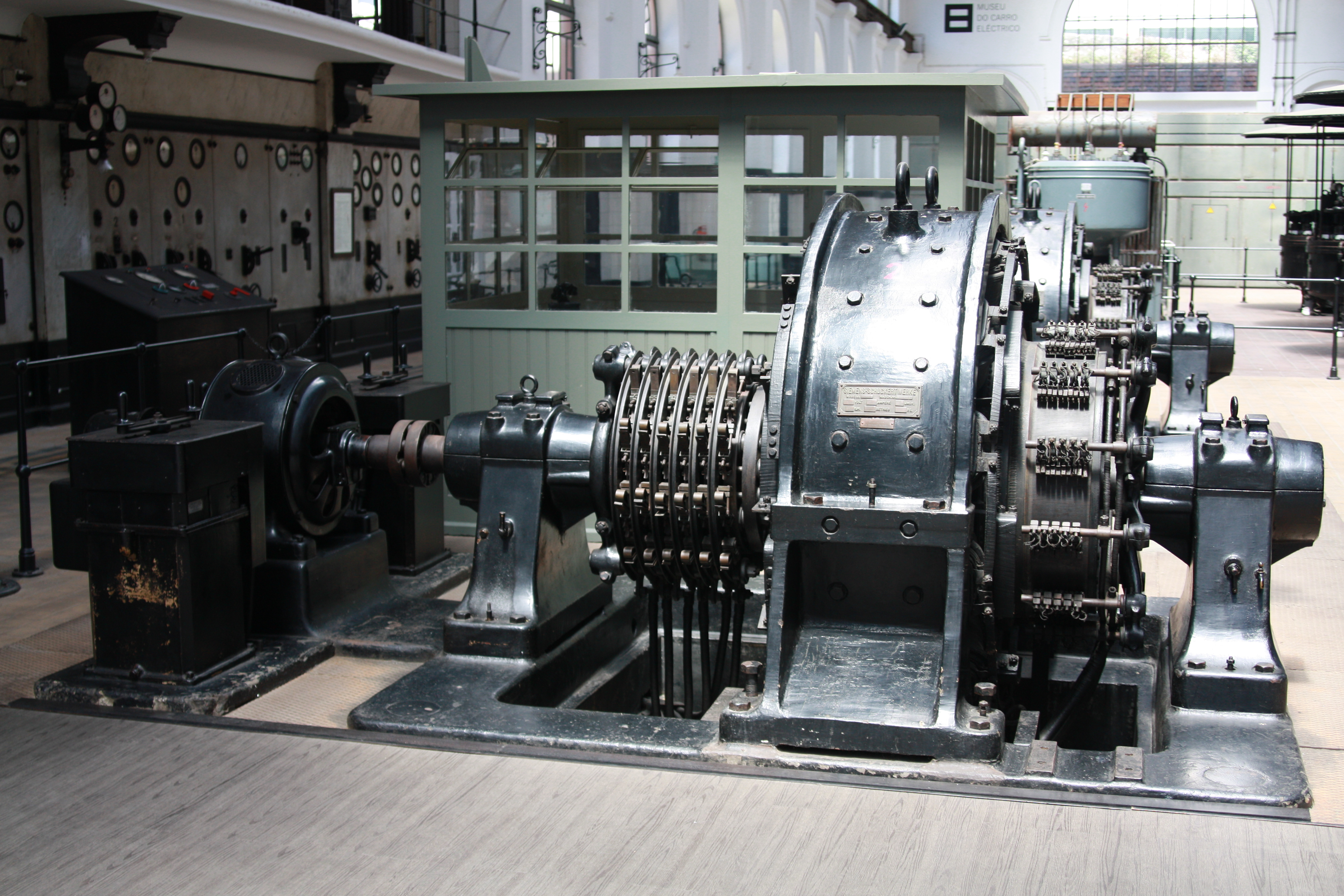
ماشین مُبدّل دوّار

مُبدّل دوّار (به انگلیسی: Rotary Converter)، نوعی ماشین الکتریکی است که در قدیم از آن به عنوان یکسوساز، اینوِرتِر، یا مبدل فرکانس مکانیکی استفاده می‌شد.
استفاده از این نوع مبدل پیش از عرضهٔ مبدل‌های مبتنی بر الکترونیک قدرت، برای تبدیل جریان متناوب به جریان مستقیم (یکسوساز)، یا جریان مستقیم به جریان متناوب (اینورتر) رایج بود. امروزه از آن به جز در برخی کاربردهای خاص به عنوان مبدل فرکانس، دیگر استفاده نمی‌شود.
مبدل دوار بر اساس عملکرد موتور-ژنراتور کار می‌کند که در آن دو ماشین (موتور و ژنراتور) دارای روتور و سیم‌پیچ‌های میدان مشترک هستند.